# 1995-ös magyar teniszbajnokság
Az 1995-ös magyar teniszbajnokság a kilencvenhatodik magyar bajnokság volt. A bajnokságot augusztus 27. és szeptember 3. között rendezték meg Sopronban, az SVSE- és HungarHotels teniszcentrumban.

## Eredmények
| Versenyszám  | Arany                                            | Arany | Ezüst                                                    | Ezüst | Bronz | Bronz |
| ------------ | ------------------------------------------------ | ----- | -------------------------------------------------------- | ----- | --- | ----- |
| Férfi egyéni | Nagy Zoltán MTK                                  |       | Kisgyörgy Gergely MTK                                    |       | Bibza Csongor MTKJancsó Miklós LRI-Malév SC                                                                   |       |
| Női egyéni   | Muzamel Ágnes Bp. Honvéd                         |       | Ferenczi Tímea Újpesti TE                                |       | Habi Emese Bp. SpartacusSerfőző Eszter Újpesti TE                                                             |       |
| Férfi páros  | György Tamás, Kisgyörgy Gergely Újpesti TE, MTK  |       | Rajó Balázs, Réthelyi László PÁRA TC Érd                 |       | Lukács Iván, Pákay Péter Vasas SCBibza Csongor, Hultai Gergely MTK                                            |       |
| Női páros    | Piski Andrea, Holló Annamária Bp. Spartacus      |       | Császár Katalin, Varró Nelli Bp. Spartacus, LRI-Malév SC |       | Sauska Nóra, Szűcs Enikő LRI-Malév SC, Kecskeméti TCMészáros Fanny, Szeiler Emese BSE                         |       |
| Vegyes páros | Pákay Péter, Ferenczi Tímea Vasas SC, Újpesti TE |       | Kisgyörgy Gergely, Sauska Nóra MTK, LRI-Malév SC         |       | Úr Csaba, Vránich Orsolya Soproni VSE, HungarHotels SopronMadarassy Péter, Császár Katalin MTK, Bp. Spartacus |       |